# Arda (taniec)

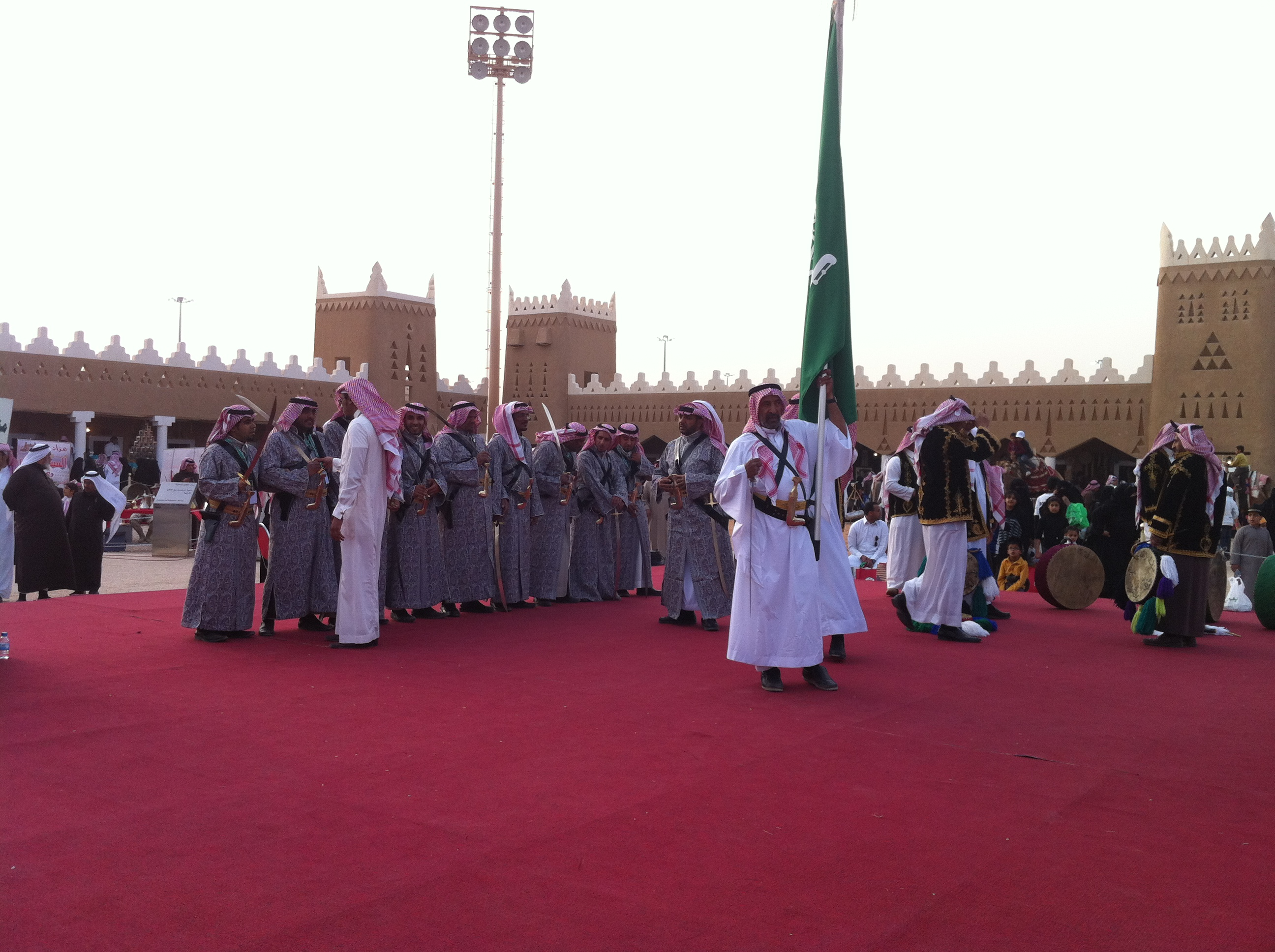
Tancerze ardy

Arda (arab. العرضة, al-‘arḍah) – arabski taniec ludowy, wykonywany przez tancerzy ustawionych w dwóch rzędach twarzami do siebie, przy akompaniamencie bębnów i recytacji poezji. Arda z regionu Nadżd jest narodowym tańcem Arabii Saudyjskiej.  
W 2015 roku taniec arda został wpisany na listę niematerialnego dziedzictwa UNESCO.

## Historia
Oryginalnie taniec wykonywany był przez wojowników przed walką w celu prezentacji siły, zarówno pod względem liczebności wojska jak i jego uzbrojenia. Nazwa tańca – arda – pochodzi od arabskiego czasownika ‘arḍ oznaczającego „pokazywać”, „paradować”. Współcześnie taniec wykonywany jest podczas uroczystości państwowych i rodzinnych a także świąt religijnych.
W 2015 roku taniec arda został wpisany na listę niematerialnego dziedzictwa UNESCO.     

## Opis
Tancerze, wyłącznie mężczyźni, uzbrojeni w miecze i noże, stają w dwóch rzędach naprzeciwko siebie. Kołyszą się do przodu i do tyłu lub na boki, powtarzając za poetą wzniosłe hemistychy o tematyce narodowej lub wojskowej. Rytm tańca wybijany jest na tradycyjnych bębnach w metrum trójdzielnym. 
Niektórzy tancerze występują na przód i wykonują ruchy naśladujące walkę na szable lub maszerują prezentując broń. Występują dwie regionalne odmiany tańca: arda z regionu Nadżd (arab. ‘arḍah naǧdijja lub ‘arḍah barrijja) oraz arda tańczona w regionach nad Zatoką Perską. W regionach nad Zatoką Perską tańczona jest arda z Nadżdu („arda lądowa”) oraz ‘arḍah baḥri („arda morska”).    

### Arda z regionu Nadżd

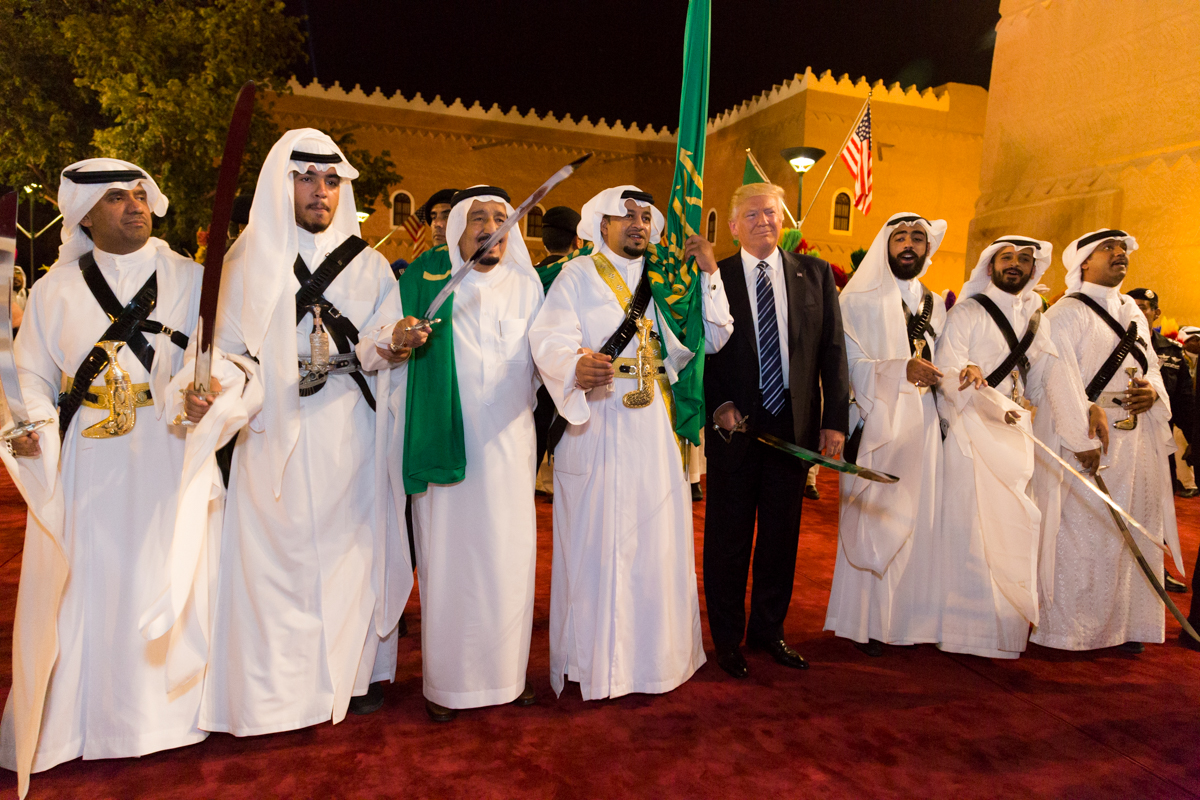
Prezydent Stanów Zjednoczonych Donald Trump z królem Salmanem ibn Abd al-Aziz Al Su’udem i tancerzami w strojach narodowych podczas wizyty prezydenta w Arabii Saudyjskiej w maju 2017 roku

Arda z regionu Nadżd jest narodowym tańcem Arabii Saudyjskiej. Na początku XXI w., dla podkreślenia jego narodowego charakteru, taniec otrzymał oficjalną nazwę „arda saudyjska”. Na początku XX w. taniec ten wykonywany był przez wojowników w drodze powrotnej z bitwy i przez mieszkańców, by przywitać zwycięzców. Twórca współczesnego państwa saudyjskiego, król Abd al-Aziz ibn Su’ud (1880–1953) był wielkim wielbicielem ardy, zwołując ludzi do tańca zanim wyruszał do walki.  
Współcześnie taniec wykonywany jest podczas różnych uroczystości – również przez króla. W maju 2017 roku podczas wizyty w Arabii Saudyjskiej, prezydent Stanów Zjednoczonych Donald Trump a także sekretarz stanu Rex Tillerson i sekretarz handlu Wilbur Ross tańczyli w szeregu tancerzy. 
Tancerze trzymają w rękach szable, sztylety lub nawet pistolety i unoszą je rytmicznie w górę i w dół, potrząsając nimi w górze. Zazwyczaj kiedy tancerze jednego rzędu unoszą broń w górze, tancerze drugiego rzędu trzymają broń na ramieniu. W trakcie wielogodzinnych występów, co jakiś czas niektórzy tancerze występują na przód i wykonują ruchy naśladujące walkę na szable.
Tancerze ubrani są w długie, białe szaty ze skórzanym płaszczem; przez pierś mają przerzucone na krzyż dwa skórzane pasy: jeden z nabojami a drugi z pistoletem; trzeci pas, na biodrach, kryje sztylet. Ich głowy nakrywa tradycyjna Kefija.